# Maurizio Micheli
Maurizio Micheli (Livorno, 3 februari 1947) is een Italiaans acteur voor films en theater.
Micheli, geboren in Livorno in 1947, verhuisde op 11-jarige leeftijd met zijn gezin naar Bari, waarna hij in Milaan woonde en afstudeerde aan de School voor Dramatische Kunst in het Piccolo Teatro.

## Film
- Allegro Non Troppo (1976)
- Café Express (1980)
- Mani di fata (1982)
- Heads I Win, Tails You Lose (1982)
- I Am an ESP (1985)
- Il commissario Lo Gatto (1987)
- Roba da ricchi (1987)
- Rimini Rimini (1987)
- Rimini Rimini - Un anno dopo (1988)
- Cucciolo (1998)
- Commediasexi (2006)
- Valzer (2007)
- The Cézanne Affair (2009)
- Pinocchio (2012, stem)
- Women Drive Me Crazy (2013)
- Quo vado? (2016)

## Geselecteerd theater
- Un coperto in più, van Maurizio Costanzo - 2015
- Uomo solo in fila, monoloog - 2016-2017-2018 van Maurizio Micheli
- Il più brutto weekend della nostra vita, van Norm Foster - 2017-2018 met Benedicta Boccoli, Nini Salerno, Antonella Elia. Dir. Maurizio Micheli.
- Tempi nuovi, van en reg.. Cristina Comencini - 2019
- Su con la vita van Maurizio Micheli - 2020 [3];[4]

- Gemeinsame Normdatei: 1146667892
- Nederlandse Thesaurus van Auteursnamen: 070362157
- Istituto Centrale per il Catalogo Unico: VIAV097759
- Virtual International Authority File: 287364277
- WorldCat: E39PBJwxGJTyT4qJPKQCQwvrbd